# Étienne Martinetti
Étienne Martinetti (ur. 30 czerwca 1940 w Martigny, zm. 1 kwietnia 2002 tamże) – szwajcarski zapaśnik walczący w stylu klasycznym. Olimpijczyk z Monachium 1972, gdzie odpadł w eliminacjach w kategorii 90 kg. Zajął szóste miejsce w mistrzostwach Europy w 1992 roku.
- Turniej w Monachium 1972

Pokonał Senegalczyka Alioune Camara, a przegrał z Irańczykiem Rezą Khorrami i Węgrem Károlym Bajkó.
Był wujem Davida Martinettiego; ojcem Grégory Martinettiego i bratem Jimma Martinettiego, zapaśników i olimpijczyków.